# Велика награда Аустралије 1994.
Велика награда Аустралије 1994. године је била последња трка у светском шампионату Формуле 1 1994. године која се одржала на аутомобилској стази „Аделејд“ у истоименом аустралијском месту, 13. новембра 1994. године.
Победник је био Најџел Менсел, другопласирани Герхард Бергер, док је трку као трећепласирани завршио Мартин Брандл.